# Suity francuskie (BWV 812–817)

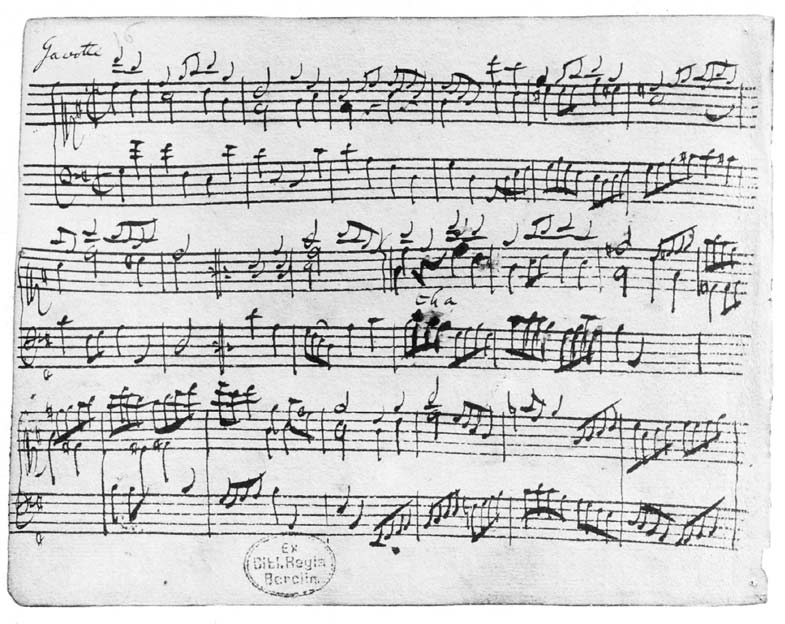
Gawot z V suity

Suity francuskie – zbiór sześciu suit, które Jan Sebastian Bach napisał na clavier (klawesyn lub klawikord) między 1722 a 1725 rokiem, umieszczonych w katalogu dzieł kompozytora jako BWV 812–817.

## Nazwa i styl
Suitom nadano przydomek francuskie, aby odróżnić je od wcześniejszych suit angielskich – których przydomek także nie pochodził od kompozytora. Po raz pierwszy jako suity francuskie występują u Friedricha Wilhelma Marpurga w 1762 roku, a więc 12 lat po śmierci Bacha. Nazwa ta została spopularyzowana przez Johanna Nikolausa Forkela, który w pierwszej biografii kompozytora napisał, że „nazywane są suitami francuskimi, ponieważ napisane zostały w stylu francuskim”. Taka opinia jest jednak niewłaściwa: podobnie jak inne suity Bacha, pisane są raczej we włoskiej konwencji.
Nie zachował się manuskrypt, który przedstawiałby ostateczną wersję utworów. Ornamentacja w poszczególnych rękopisach różni się zarówno w rodzaju, jak i w obfitości zastosowania.
Dwie inne suity: a-moll (BWV 818) oraz Es-dur (BWV 819), praktycznie nieznane i niewykonywane, są w niektórych rękopisach włączone do zbioru. Uwertura w stylu francuskim, opublikowana jako druga część Clavier-Übung, jest suitą francuską w stylu, ale nie powiązaną z suitami francuskimi.

## Budowa

### Suita d-moll nr 1 (BWV 812)
Allemande, Courante, Sarabande, Menuet I/II, Gigue

### Suita c-moll nr 2 (BWV 813)
Allemande, Courante, Sarabande, Air, Menuet, Menuet - Trio (w BWV 813a), Gigue

### Suita h-moll nr 3 (BWV 814)
Allemande, Courante, Sarabande, Menuet, Trio, Anglaise, Gigue.

### Suita Es-dur nr 4 (BWV 815)
Allemande, Courante, Sarabande, Gavotte, Air, Gigue

### Suita G-dur nr 5 (BWV 816)
Allemande, Courante, Sarabande, Gavotte, Bourrée, Loure, Gigue

### Suita E-dur nr 6 (BWV 817)
Allemande, Courante, Sarabande, Gavotte, Polonaise, Bourrée, Menuet, Gigue